# SWR交响乐团
SWR交响乐团（德語：SWR Symphonieorchester）是德国西南广播公司下属的交响乐团。
SWR交响乐团是由西南广播公司原来下辖的两支乐团：斯图加特广播交响乐团以及巴登-巴登与弗赖堡SWR交响乐团于2016年9月合并而来。尽管它仍很年轻，但却已在音乐历史上写就了一笔。其两个前身团体的重要传统发展脉络在它身上交汇。新乐团的驻地在斯图加特。两个乐团的合并决议早在2012年9月28日就被作出。在两个乐团合并后的席位计划中共有200名音乐家，通过合理的分解后将会达到119席的目标大小。

## 代表人物

### 首席指揮
- 提奥多·库伦齐斯（2018年迄今）